# Cathédrale Saint-Sauveur de Montréal
Cette  cathédrale ne doit pas être confondue avec une autre cathédrale de Montréal.
 D’autres cathédrales portent le nom de cathédrale Saint-Sauveur.
La cathédrale Saint-Sauveur de Montréal est une cathédrale catholique orientale de l’Église grecque-melkite catholique. Elle est située dans l’arrondissement montréalais Ahuntsic-Cartierville. Elle est le siège de l’éparchie Saint-Sauveur de Montréal des Melkites.
L’édifice a été conçu par le cabinet Gagnier et Villeneuve Architectes, et bati entre 2006 et 2007. Il a été dédicacé le 28 octobre 2007. Il peut accueillir 748 personnes.